# Estação Grands Boulevards
Grands Boulevards é uma estação das linhas 8 e 9 do Metrô de Paris, localizada no limite do 2.º e do 9.º arrondissements de Paris.

## História

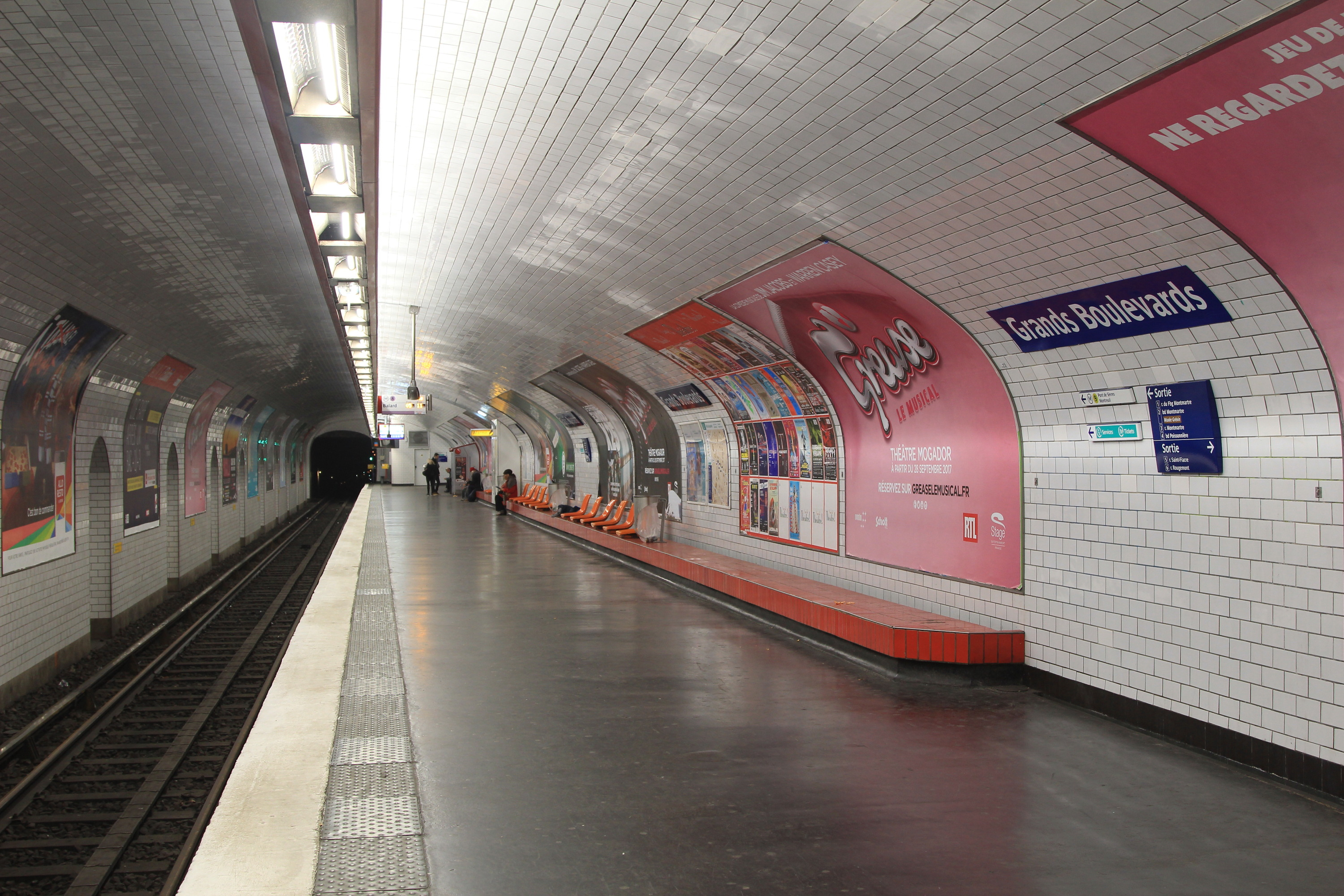
Plataformas da linha 8.

Antigamente denominada Montmartre, depois Rue Montmartre, esta estação foi renomeada "Grands Boulevards" durante o verão de 1998 para pôr fim a grandes confusões de turistas acreditando que a estação servia a Butte Montmartre. Como muitas estações parisienses, sua denominação de origem veio do nome de uma rua perpendicular à via principal, a rue Montmartre levando para o Forum des Halles.
Em 2011, 6 826 718 passageiros entraram nesta estação. Ela viu entrar 7 092 775 passageiros em 2013 o que a coloca na 39ª posição das estações de metrô por sua frequência.

## Serviços aos Passageiros

### Acessos
- Acesso 1: r. du Faubourg Montmartre
- Acesso 2: bd Montmartre: Museu Grevin
- Acesso 3: r. Montmartre
- Acesso 4: bd Poissonnière
- Acesso 5: r. Saint-Fiacre
- Acesso 6: r. Rougemont

### Plataformas

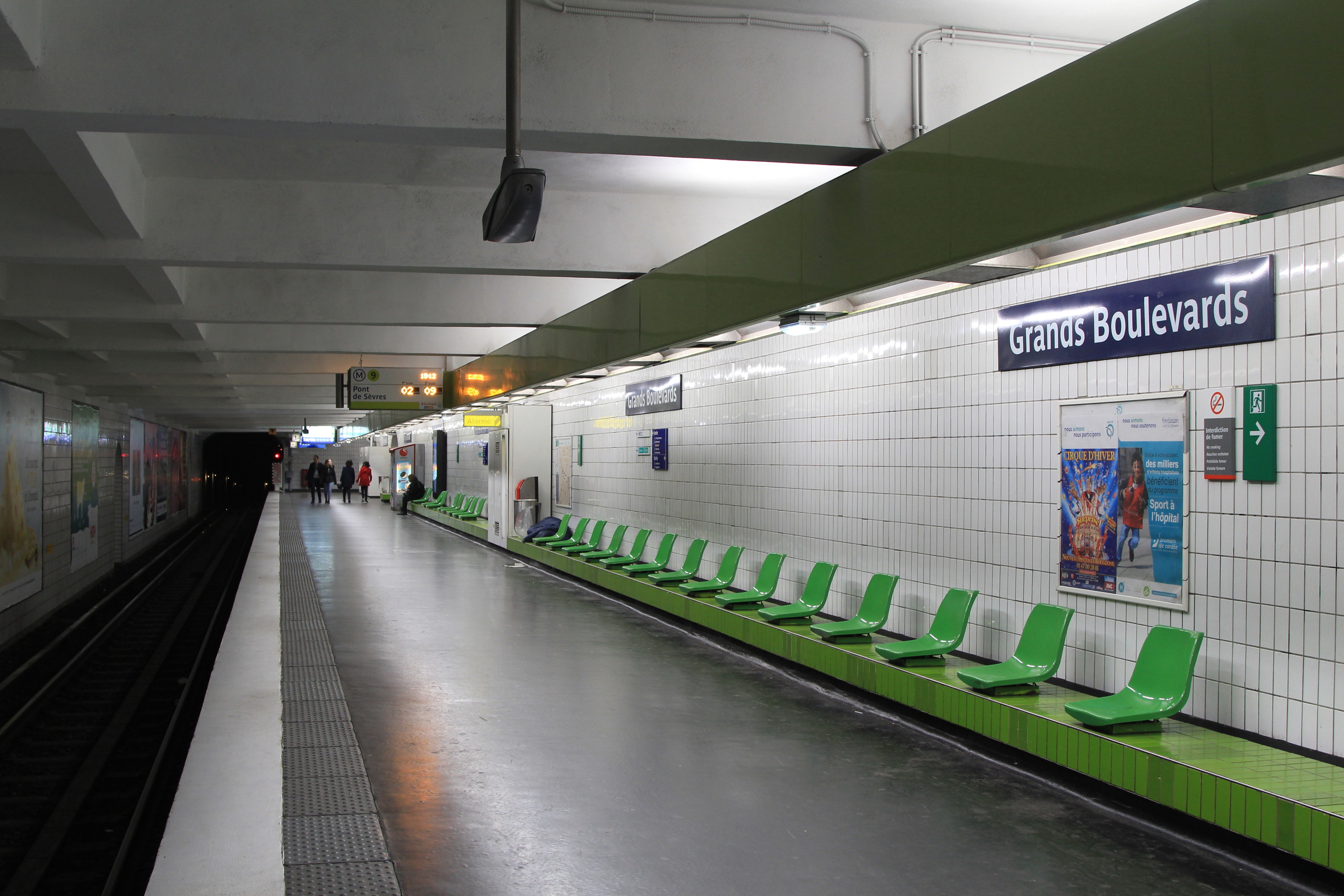
Plataformas da linha 9.

As plataformas de cada uma das duas linhas são separadas por um pé-direito central. As plataformas da linha 8 possuem uma abóbada arredondada enquanto que aquelas na linha 9, colocadas sob as da linha 8, possuem os pés-direitos verticais e um teto horizontal.As plataformas das duas linhas são decorados em estilo "Andreu-Motte". As da linha 8 possuem uma rampa luminosa vermelha e bancos em telhas vermelhas e assentos "Motte" de cor laranja. Aquelas da linha 9 possuem uma rampa luminosa verde, bancos em telhas verdes planas e os assentos "Motte" verdes. Essas instalações são casadas com telhas planas brancas horizontais colocadas em padrão escalado para a linha 8 (incluindo a abóbada) e colocadas verticalmente e alinhadas para a linha 9, nos pés-direitos unicamente. O nome da estação é inscrito nas placas esmaltadas com a fonte Parisine e os quadros publicitários são metálicas.

### Intermodalidade
A estação é servida pelas linhas 20, 39, 48, 67, 74 e 85 da rede de ônibus RATP e pela linha de vocação turística OpenTour.

## Pontos turísticos
- Museu Grévin
- Théâtre des Nouveautés